# Rhiannon (nome)
Rhiannon  è un nome proprio di persona gallese e inglese femminile.

## Varianti
- Gallese: Rhianon[1], Rhianedd[2], Rhianydd[2]
- Inglese: Riannon[1], Reannon[1], Rhianna[2], Rhiana[2], Rihanna[2], Reanna[2]

## Origine e diffusione

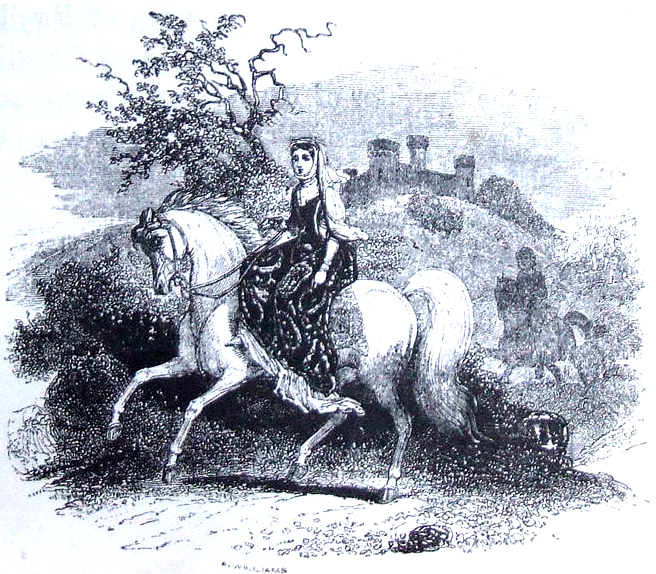
Rhiannon in un'illustrazione da un'edizione ottocentesca del Mabinogion

Riprende il nome di Rhiannon, una figura della mitologia gallese, tra i personaggi principali del Mabinogion e talvolta considerata una dea: si tratta di una donna dai poteri magici, associata ai cavalli, moglie di Pwyll e poi di Manawydan, e madre di Pryderi; risale a un nome celtico non attestato, ricostruito come *Rīgantonā, portato forse da un'antica dea celtica associata alla fertilità e ai cavalli, analoga a Epona o a Étaín; etimologicamente è composto da *rīganī ("regina") combinato col suffisso accrescitivo o divino -on, ed è quindi interpretabile come "grande regina", significato analogo ai nomi Regina, Malika e Basilissa. 
Il nome cominciò ad essere usato in Galles a partire dal XIX secolo. Nei paesi anglofoni, specialmente Australia e Regno Unito, acquisì popolarità grazie canzone canzone dei Fleetwood Mac  Rhiannon, del 1976 (ispirata a una strega con questo nome nel romanzo di Mary Leader Triad, del 1973).

## Onomastico
Il nome non è portato da alcuna santa, quindi è adespota; l'onomastico ricorre pertanto in occasione di Ognissanti, il 1º novembre.

## Persone
- Rhiannon Fish, attrice australiana

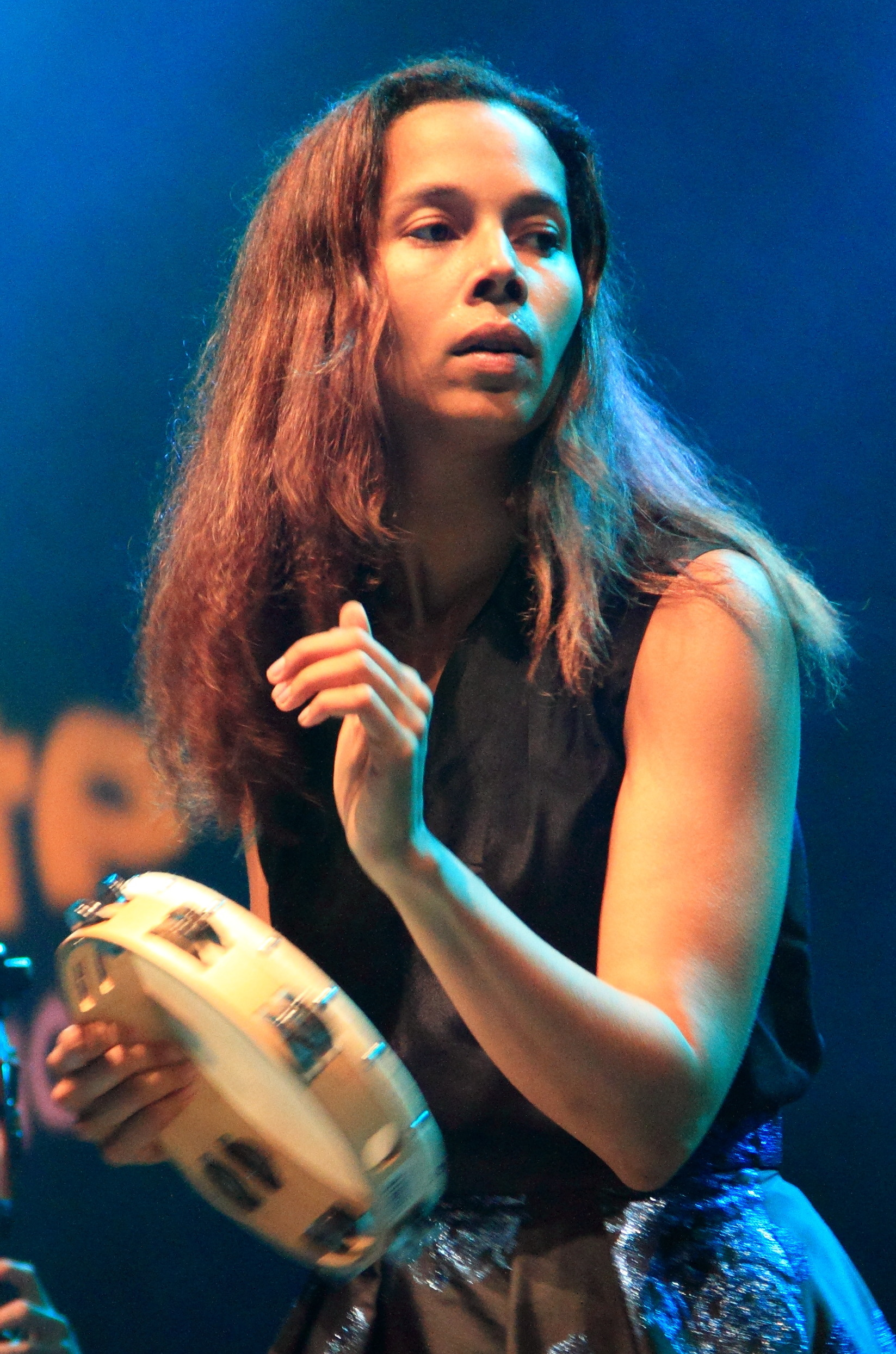
Rhiannon Giddens

- Rhiannon Giddens, cantante, musicista e attrice statunitense
- Rhiannon Jeffrey, nuotatrice statunitense
- Rhiannon Roberts, calciatrice inglese naturalizzata gallese

## Il nome nelle arti
- Reanne Corly è un personaggio della serie di romanzi La Ruota del Tempo, scritta da Robert Jordan.
- Rhiannon Flammer è un personaggio della serie televisiva I Soprano.